# Mgagao
Mgagao (auch Magagao) ist ein Verwaltungsbezirk (Ward) des Distrikts Mwanga in der tansanischen Region Kilimandscharo.

## Geografie
Mgagao liegt im Nordosten von Tansania. Der westliche Teil des Bezirks ist hügelig und liegt rund 900 bis 1000 Meter über dem Meer. Der Osten steigt im Pare-Gebirge auf bis zu 1700 Meter an. Der Bezirk grenzt im Norden an Lembeni, Kilomeni und Kwakoa, im Osten an Toloha, im Südosten an Vumari, im Süden an Njoro im Distrikt Same und im Westen an Kirya.
Bei der Volkszählung 2022 lebten 8904 Menschen in 2095 Haushalten auf einer Fläche von 305 Quadratkilometern.

## Gliederung
Der Bezirk besteht aus drei Gemeinden (Mtaa) mit zwölf Orten (Kitongoji):
| Kiverenge - Shighati - Tambarare - Mbuyuni - Kichwa Cha Ng’ombe | Mgagao - Kilomeni - Kijijini - Zahanati - Makwingwini - Mgagao | Pangaro - Kauzeni - Ngusero - Kingondi |

## Wirtschaft und Infrastruktur
- Bildung: Die Mgagao Secondary School ist eine weiterführende staatliche Schule mit einer Ausbildung bis zur 4. Stufe.[8]
- Gesundheit: Im Bezirk gibt es drei Apotheken, zwei staatliche[9][10] und eine private.[11]
- Wasser: Die schweizerische Stiftung „WaterKiosk Foundation“ installierte 2024 eine Wasserdesinfektionsanlage und eine Solarpumpe zur Versorgung von 1500 Dorfbewohnern und einer Grundschule mit sauberem Wasser.[12]
- Straße: Von Norden nach Süden verläuft die asphaltierte Nationalstraße T2, die den Bezirk im Norden mit Moshi und Arusha und im Süden mit Tanga verbindet.[13]
- Eisenbahn: Im Jahr 2019 wurde die Usambarabahn von Moshi nach Tanga wieder eröffnet.[14]